# Juan II (papa)
Juan II (Roma, c. 470-8 de mayo de 535) fue el papa 56.º de la Iglesia católica de 533 a 535.

## Biografía
Hijo de Proyecto, su nombre de nacimiento era Mercurio y se convirtió en el primer papa que cambió su nombre de bautismo al ser elegido pontífice, origen de la costumbre de adoptar un nombre papal.
Su elección se produjo dos meses después de la muerte de su predecesor, este periodo de interregno papal se caracterizó por un auge de la simonía fomentada por los distintos aspirantes a suceder al fallecido papa Bonifacio II. El escándalo fue tan clamoroso que el asunto fue llevado ante el Senado Romano y ante la Corte Ostrogoda de Rávena, dando como resultado un decreto senatorial de condena a la simonía en las elecciones papales y que contó con la confirmación del rey godo Atalarico, quien además dispuso que si una elección disputada era llevada ante la corte en Rávena, deberían pagarse 3000 sólidos a la corte y que dicha cantidad sería repartida entre los pobres.
Durante su pontificado, en 535, se celebró en Cartago un concilio en el que participaron doscientos diecisiete obispos y que interpelaron a Juan II para que definiera el tratamiento que deberían recibir los clérigos que habían abrazado la doctrina arriana y que ahora volvían a la ortodoxia. Sin embargo el fallecimiento de Juan, el 8 de mayo de 535, hizo que la respuesta a la pregunta fuera realizada por Agapito I, su sucesor.